# Paula Ballesteros (actriz nacida en 1994)
Paula Rodríguez Ballesteros (Madrid, 11 de octubre de 1994) es una actriz, bailarina y modelo española, conocida por interpretar el papel de Marcela Del Molino en la telenovela El secreto de Puente Viejo.

## Biografía
Paula Ballesteros nació el 11 de octubre de 1994 en Madrid, desde temprana edad mostró inclinación por la actuación.

## Carrera
Paula Ballesteros realizó sus estudios tanto en Madrid como en Barcelona en escuelas de arte dramático. En 2013 actuó en el cortometraje Como su padre dirigido por Toni López. En 2013 y 2014 realizó un curso de interpretación en la escuela El Timbal, mientras que en 2014 practicó baile urbano en la escuela Urban Dance Factory.
En 2015 protagonizó la serie emitida en La 1 Centro médico. Al año siguiente, en 2016, protagonizó la serie La que se avecina y Águila Roja. En 2016 y 2017 asistió a clases de interpretación impartidas por Mariano Gracia y Susana Pasamón. En 2018 se unió al elenco de la serie Apaches.
De 2017 a 2020 fue incluida en el elenco de la telenovela emitida en Antena 3 El secreto de Puente Viejo, en la que interpretó el papel de Marcela Del Molino, la esposa de Matías Castañeda, interpretado por Iván Montes y además de este último también ha actuado con actores como María Bouzas, Ramón Ibarra, Mario Zorrilla, Ibrahim Al Shami, Alejandra Meco, María Lima, José Milán y Lucía Margo. En 2019 formó parte del elenco de la película Si yo fuera rico dirigida por Álvaro Fernández Armero. Al año siguiente, en 2020, protagonizó la serie Caronte.

## Filmografía

### Cine
| Año  | Título           | Director                |
| ---- | ---------------- | ----------------------- |
| 2019 | Si yo fuera rico | Álvaro Fernández Armero |

### Televisión
| Año       | Título                     | Personaje | Cadeña             | Notas         |
| --------- | -------------------------- | --------- | ------------------ | ------------- |
| 2015      | Centro médico              |           | La 1               |               |
| 2016      | La que se avecina          | Telecinco |                    |               |
| 2016      | Águila Roja                | La 1      |                    |               |
| 2018      | Apaches                    | Antena 3  |                    |               |
| 2017-2020 | El secreto de Puente Viejo | Antena 3  | Marcela Del Molino | 795 episodios |
| 2020      | Caronte                    |           | Cuatro             |               |

### Cortometrajes
| Año  | Título        | Director   |
| ---- | ------------- | ---------- |
| 2013 | Como su padre | Toni López |